# Café Landtmann

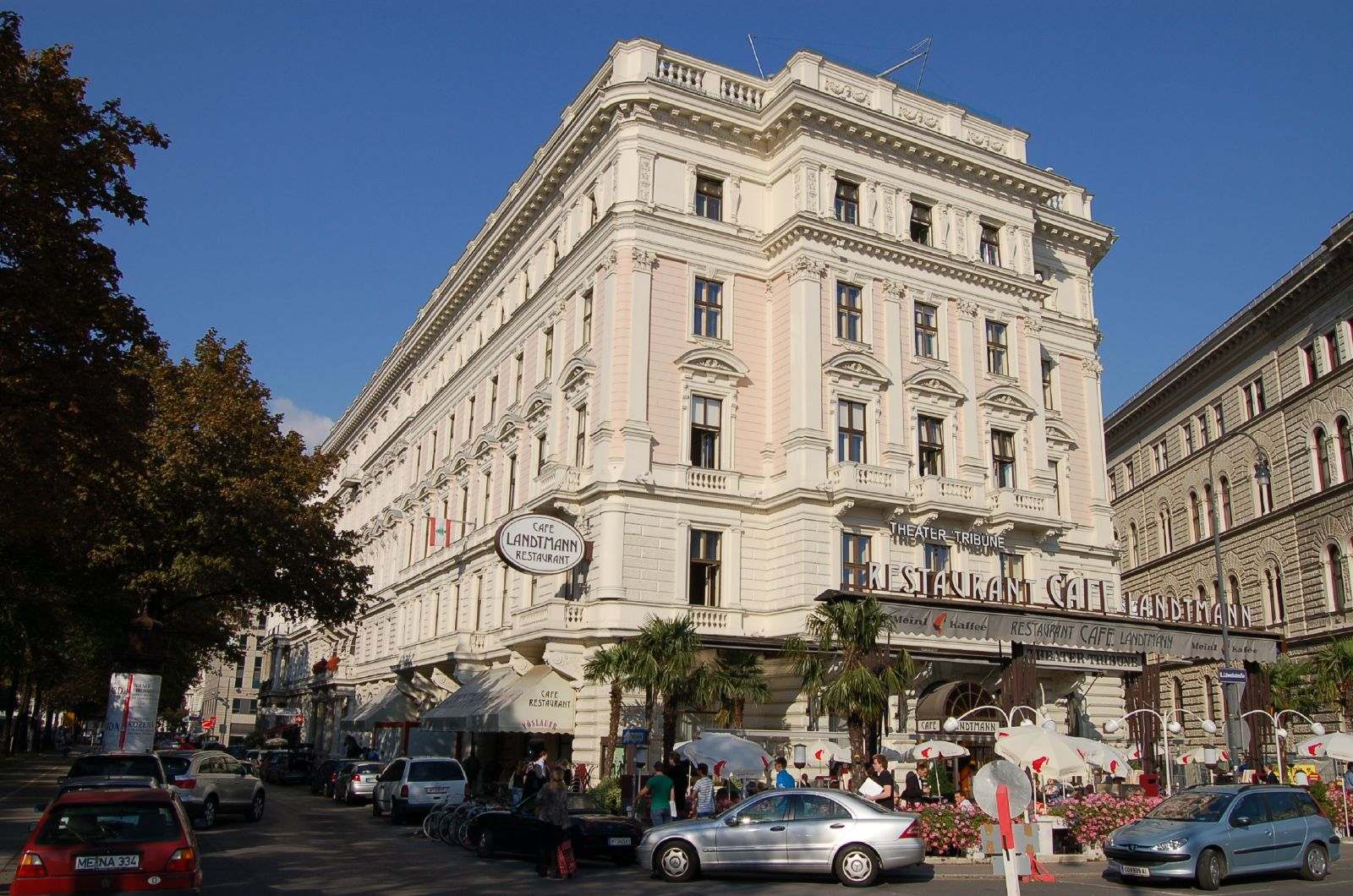
El Café Landtmann, en la ciudad de Viena.

El Café Landtmann es un café ubicado en Viena. Se encuentra junto al Burgtheater, en Universitätsring 4

## Historia
El cafetero Franz Landtmann la inauguró el 1 de octubre de 1873 con el nombre de "Café más elegante de Viena". El Burgtheater no existía en ese entonces (se fundó en 1888), tampoco el nuevo Ayuntamiento, ni la nueva universidad (al otro lado de la calle).
Siete años más tarde, Franz Landtmann vendió el café a los hermanos Wilhelm y Rudolf Kerl. En 1929 el Café Landtmann se renovó completamente y su interior se amuebló y decoró —el interior del Landtmann es hoy en día patrimonio artístico protegido—.
Llaman especialmente la atención las cuatro ostentosas columnas de madera en la zona de la entrada, que representan escenas de estrenos en el Burgtheater. En 1976 la familia Querfeld se hizo cargo de la cafetería.

## Clientes famosos
En la época del cambio de siglo (XIX al XX), pasaron por el Café Landtmann Gustav Mahler, Peter Altenberg, Sigmund Freud, Felix Salten y Emmerich Kálmán. Posteriormente serían asiduos Julius Raab, Curd Jürgens, Otto Preminger y Romy Schneider. En la actualidad es frecuentado por numerosos artistas y políticos.
El legendario jefe de camareros del Landtmann Robert Böck —conocido cuando estaba en servicio como Herr Robert— estuvo en activo durante 30 años. A su último día de trabajo, el 23 de diciembre de 2003, acudieron numerosos famosos, que fueron testigos de un inusitado cambio de roles cuando el alcalde de Viena, Michael Häupl, sirvió con sus propias manos un café a Herr Robert. Además, Häupl entregó como reconocimiento el Goldener Rathausmann (véase Ayuntamiento de Viena) "al camarero más conocido, discreto y atento de toda Viena".
A día de hoy, el Café Landtmann alberga un promedio de 2,8 ruedas de prensa al día y es un punto de referencia obligado en las visitas turísticas a la ciudad de Viena.